# Las Banquetas
Las Banquetas är en ort i Mexiko.   Den ligger i kommunen Tamazula och delstaten Durango, i den västra delen av landet, 1 100 km nordväst om huvudstaden Mexico City. Las Banquetas ligger 2 719 meter över havet och antalet invånare är 105.
Terrängen runt Las Banquetas är huvudsakligen kuperad. Las Banquetas ligger uppe på en höjd. Runt Las Banquetas är det mycket glesbefolkat, med 3 invånare per kvadratkilometer. Närmaste större samhälle är Mesa del Durazno, 15,9 km norr om Las Banquetas. I omgivningarna runt Las Banquetas växer huvudsakligen savannskog.